# 967

## Nașteri
- 7 decembrie: Abū-Sa'īd Abul-Khair, poet persan (d. 1049)

- Boleslau I al Poloniei, ducele Poloniei (992-1025) și Primul rege al Poloniei (din 1025), (d. 1025)

- Badi' al-Zaman al-Hamadhani, scriitor arab de origine persană (d. 1007)

## Decese
- Abul Faraj al-Isfahani, poet arab (n. 897)

- Wichmann cel Tânăr, membru al familiei Billungilor din Saxonia și îndârjit inamic al dinastiei Ottoniene, deși era vărul lui Otto I (n.c. 930)